# Rachael Heyhoe Flint
Rachael Heyhoe Flint, baronesa de Heyhoe Flint, (de soltera, Heyhoe, 11 de junio de 1939 - 18 de enero de 2017) fue una jugadora de críquet, empresaria y filántropa inglesa. Fue más conocida por ser la capitana del equipo de Inglaterra desde 1966 hasta 1978, y permaneció invicta en seis series de tests: en total, jugó en el equipo de críquet femenino inglés desde 1960 a 1982. Heyhoe Flint era la capitana cuando su equipo ganó la Copa Mundial de críquet Femenino de 1973, con sede de Inglaterra. También fue la primera jugadora de críquet en golpear un seis en un partido de prueba, y una de las primeras diez mujeres en convertirse en miembro del Marylebone Cricket Club. 
También jugó como portera del equipo nacional de hockey sobre hierba de Inglaterra en 1964. 
Según Scyld Berry : "Ella fue, entre otros logros, la Dra. W. G. Grace del críquet femenino, la pionera sin la cual el juego no sería lo que es".

## Primeros años
Rachael Heyhoe nació en Wolverhampton. Sus padres, Roma Crocker y Geoffrey Heyhoe, eran profesores de educación física que se conocieron en una universidad de Dinamarca. Ambos enseñaron en Wolverhampton. 
Fue educada en el  Wolverhampton Girls 'High School de 1950 a 1957, y luego asistió al Dartford College of Physical Education (ahora parte de la Universidad de Greenwich ) hasta 1960.

## Carrera en el críquet
Heyhoe Flint era principalmente una bateadora diestra  y, ocasionalmente, jugadora de bolos. Jugó en 22 partidos desde 1960 hasta 1979, con un promedio de bateo de 45,54 en 38 entradas. Tomó 3 wickets de prueba y anotó tres siglos de prueba, incluyendo su puntaje más alto de 179 no fuera, un récord mundial cuando lo anotó en 1976 también contra Australia en el Oval, ganando un sorteo para salvar la serie al batear por más de 8½ horas . También jugó en 23 partidos internacionales de un día femenino, con un promedio de bateo de 58,45 y un puntaje máximo de 114. Fue capitana del equipo de críquet femenino de Inglaterra durante 12 años, de 1966 a 1978; nunca perdió un partido mientras fue capitana. 
Llegó a los primeros seis en un partido femenino en 1963, en el Oval contra Australia. Rachael jugó un papel decisivo en los esfuerzos por celebrar la primera Copa Mundial Femenina, asegurando la financiación por parte de su amigo Jack Hayward.  Capitaneó al equipo de Inglaterra en el torneo y anotó medio siglo en la final, que Inglaterra ganó contra Australia en Edgbaston el 28 de julio de 1973.  Las mujeres lideraron a los hombres: la primera Copa Mundial de críquet masculina no se celebró por otros dos años. 
Fue capitana del primer equipo femenino de Inglaterra que jugó en Lord's en las series Women's Ashes de 1976. Después de ser reemplazada como capitana de Inglaterra en 1978, jugó su último partido en la serie de 1979 contra las Indias Occidentales, pero luego jugó en la Copa Mundial de críquet Femenino de 1982.

## Otros deportes
Jugó como portera para el equipo nacional de hockey sobre césped de Inglaterra en 1964 y fue golfista de handicap de una sola cifra. También jugó a hockey, squash y golf para Staffordshire.
Formó parte de la junta directiva de Wolverhampton Wanderers desde 1997 a 2003 y después fue vicepresidenta.

## Deporte fuera de competición
Fue profesora de educación física de 1960 a 1964, en la Wolverhampton Grammar School y luego en la Northicote School también en Wolverhampton. Luego se convirtió en periodista del Wolverhampton Chronicle. Fue redactora deportiva independiente para el Daily Telegraph y el Sunday Telegraph. También trabajó como locutora, y en 1973 fue nombrada como primera presentadora deportiva de la televisión en World of Sport de ITV. Después de retirarse del críquet, continuó trabajando como periodista y locutora y también se convirtió en una premiada oradora, empresaria y directora de la junta. 
En 1973, fue seleccionada por el Gremio de Toastmasters profesionales como la mejor oradora "after dinner". 
Fue nombrada miembro de la Orden del Imperio Británico (MBE) en 1972, y fue una de las primeras diez mujeres admitidas en el MCC en 1999, como miembro honoraria vitalicia. En 2004, fue la primera mujer elegida para el comité completo del MCC y, posteriormente, se convirtió en fiduciaria. Fue nombrada directora del Wolverhampton Wanderers FC en 1997, y luego se convirtió en vicepresidenta ex officio.
Fue nombrada teniente adjunta de West Midlands en 1997 y fue presidenta de la organización benéfica Lady Taverners de 2001 a 2011. 
Fue nombrada Oficial de la Orden del Imperio Británico (OBE) en los Premios de Año Nuevo 2008 y en octubre de 2010 fue incluida en el Salón de la Fama del críquet de la CPI, primera mujer en lograr este galardón.
Se convirtió en una de las primeras directoras de la Junta del críquet de Inglaterra y Gales en 2010.
El 19 de noviembre de 2010, se anunció que iba poder sentarse en la Cámara de los Lores como miembro del Partido Conservador.  "Me sorprendió por completo cuando recibí la llamada del primer ministro en septiembre", dijo Heyhoe Flint. "Obviamente, estoy muy emocionada con mi nombramiento, pero aún me siento muy humilde ante la idea de unirme a una institución tan histórica... Espero que mis antecedentes en el deporte, el periodismo, la beneficencia y el trabajo para la comunidad me ayuden, y espero poder aportar una contribución positiva desde mi puesto". Posteriormente fue invitada como miembro vitalicio el 21 de enero de 2011 tomando el título de Baronesa Heyhoe Flint, de Wolverhampton en el Condado de West Midlands. La designación formal de su título sin guion rompió la regla de que los títulos solo podían tener una palabra, previamente observada por Lord Lloyd-George, Lord Alanbrooke y Lord Lloyd-Webber . 
En abril de 2011, se le entregaron a Heyhoe Flint lal llaves de la ciudad de Wolverhampton.

## Vida privada
En noviembre de 1971, Rachael Heyhoe se casó con Derrick Flint (nacido el 14 de junio de 1924). Su esposo tenía una carrera de críquet de primera clase que comprendía 10 partidos para el Warwickshire CCC en 1948–1949 jugando como jugador de bolos googly. Adoptó un apellido compuesto, convirtiéndose en Rachael Heyhoe Flint (erróneamente guionizada en muchas fuentes como "Heyhoe-Flint"). 
Su hijo Ben (nacido en 1982) también jugó al críquet, pero emigró a Singapur en 2001, donde dirige negocios relacionados con el deporte y el entretenimiento. También fue madrastra de los hijos de Derrick Flint: Simon, Hazel y Rowan Flint.

## Muerte
Su muerte, después de una breve enfermedad, fue anunciada por Lord's el 18 de enero de 2017.
Fue recordada durante los Premios BBC 2017 a la Personalidad Deportiva del Año. 
En memoria de Heyhoe Flint, en 2017 el Consejo Internacional del críquet nombró su galardón ICC Women's cricketer of the Year como Premio Rachael Heyhoe Flint.